# Manuel Dammert Ego-Aguirre
Manuel Enrique Ernesto Dammert Ego-Aguirre (Lima, 8 de marzo de 1949-Lima, 25 de marzo de 2021) fue un sociólogo, investigador, columnista, escritor y político peruano. Fue congresista de la república durante 2 ocasiones y diputado desde 1980 hasta 1992.

## Biografía
Nació en el distrito de Miraflores, ubicado en la ciudad de Lima, el 8 de marzo de 1949. Fue hijo de Manuel Dammert Bellido y de Julia Ego-Aguirre Prideaux, nieto de Enrique Dammert Alarco, bisnieto de la filántropa Juana Alarco de Dammert y sobrino del sacerdote José Dammert Bellido.
Estudió en el Colegio La Salle de la ciudad de Lima. Luego, ingresó a la Universidad Nacional Mayor de San Marcos donde estudió la carrera de Sociología y posteriormente obtuvo una maestría en la misma universidad.

## Carrera política
Manuel Dammert incursionó en el ámbito político cuando fue miembro fundador del Partido Comunista Revolucionario y activo militante de la coalición Izquierda Unida liderada por Alfonso Barrantes.

### Diputado por Lima
En las elecciones parlamentarias de 1980, postuló a la Cámara de Diputados por la Unión de Izquierda Revolucionaria y fue elegido para el periodo 1980-1985. Luego fue reelegido en 1985 como miembro de Izquierda Unida.
Para las elecciones parlamentarias de 1990, postuló nuevamente a la Cámara de Diputados como miembro de la Izquierda Socialista fundada por Alfonso Barrantes. Dammert resultó reelegido con 11,804 votos para el periodo parlamentario 1990-1995.
El 5 de abril de 1992, su mandato legislativo fue interrumpido por el golpe de Estado decretado por el condenado expresidente Alberto Fujimori. Dammert formó parte de la oposición al gobierno dictatorial e intentó postular al Congreso Constituyente Democrático, sin embargo, no resultó elegido.
Participó en 2006 como candidato al Congreso sin tener éxito.

### Congresista de la República
En las elecciones parlamentarias del año 2011, Dammert volvió a postular al parlamento como miembro de la alianza Gana Perú de Ollanta Humala, pero no resultó elegido. Se mantuvo desempeñando en el gobierno nacionalista como secretario de Descentralización de la presidencia del Consejo de Ministros hasta el nombramiento de Óscar Valdés.
El 4 de mayo del 2013, ante el fallecimiento del histórico ex-congresista izquierdista Javier Diez Canseco, Dammert asumió como congresista de la república en su reemplazo y juró el 15 de mayo para completar el periodo parlamentario 2011-2016.
Renunció al Partido Nacionalista Peruano en 2013 y luego se integró a la bancada de Acción Popular - Frente Amplio.
En las elecciones del 2016, fue reelegido congresista por el Frente Amplio para el periodo parlamentario 2016-2021.
En diciembre del 2017, se alejó de la bancada del Frente Amplio y se unió al movimiento Nuevo Perú liderado por Verónika Mendoza, donde fue elegido como miembro de la dirección del movimiento.
El 30 de septiembre del 2019, su cargo llegó a su fin tras la disolución del Congreso dela República decretada por el presidente Martín Vizcarra y se convocó a nuevas elecciones parlamentarias para el año 2020. Dammert intentó reelegirse como miembro de Juntos por el Perú, sin embargo, no obtuvo éxito y se retiró del ámbito político.

## Fallecimiento
El 25 de marzo del 2021, Manuel Dammert falleció a los 72 años tras ser afectado por el COVID-19 durante la pandemia.